# Bundesautobahn 63
De Bundesautobahn 63 (BAB 63) of (A63) is een Duitse autosnelweg van ongeveer 73 kilometer lang, die in zijn geheel in de deelstaat Rijnland-Palts ligt. De weg begint bij Kreuz Mainz bij Mainz aan de A60 en loopt richting het zuiden. De weg heeft nog een knooppunt bij Alzey waar het de A61 kruist. De weg eindigt bij het Dreieck Kaiserslautern bij Kaiserslautern op de A6.